# Charles Mesure
Charles William David Mesure (ur. 12 sierpnia 1970 r. w Somerset) – brytyjsko-australijski aktor filmowy.
Kiedy miał pięć lat, jego rodzina przeniosła się do Australii i dorastał w Sydney. W latach 1982–87 uczęszczał do Newington College w Stanmore (Sydney). Studiował prawo w Sydney University. W 1995 r. ukończył National Institute of Dramatic Art w Australii. W 1995 r. przeniósł się do Nowej Zelandii, gdzie zagrał kilka ról aktorskich.

## Filmografia

### Filmy fabularne
- 2005: Boogeyman jako ojciec Tima

### Seriale TV
- 1995: Mirror, Mirror
- 1996-98: City Life jako Ryan Waters
- 1997: Xena: Wojownicza księżniczka jako Mercer
- 1997: Duggan jako Billy Jamieson
- 1997: Xena: Wojownicza księżniczka jako Darnelle
- 1998: Herkules (Hercules: The Legendary Journeys) jako Johnny Pinto
- 1999: Na kocią łapę (A twist in the Tale) jako Nick Martinelli
- 1999: Herkules (Hercules: The Legendary Journeys) jako Archangel Michael
- 1999–2001: Xena: Wojownicza księżniczka jako Archangel Michael
- 2000−2003: Street Legal jako DSS Kees VanDam
- 2005: Lost: Zagubieni jako Bryan
- 2005: Oczytana (Stacked) jako Eddie
- 2005: Bez śladu jako Emil Dornvald
- 2005–2007: Jordan w akcji jako J.D. Pollack
- 2006: Kości jako Pete Sanders
- 2006: Dowody zbrodni jako Tom McCree
- 2007: Zaklinacz dusz jako kurier
- 2007: Las Vegas jako Paul Grant
- 2009–2010: Do diabła z kryminałem jako D.S. Zane Gerard
- 2010: To nie jest moje życie jako Alec Ross
- 2010–2011: V jako Kyle Hobbes
- 2011–2012: Gotowe na wszystko jako Ben Faulkner
- 2013: Tożsamość szpiega jako Jack Frakes
- 2014: Mentalista jako Edwin MacKaye
- 2014: Dawno, dawno temu jako Czarnobrody
- 2018: Dawno, dawno temu jako Czarnobrody (Świat Życzenia)